# Diospyros capreifolia
Diospyros capreifolia är en tvåhjärtbladig växtart som beskrevs av Carl Friedrich Philipp von Martius och William Philip Hiern. Diospyros capreifolia ingår i släktet Diospyros och familjen Ebenaceae. Inga underarter finns listade i Catalogue of Life.